# Boreochlus persimilis
Boreochlus persimilis är en tvåvingeart som först beskrevs av Oskar Augustus Johannsen 1926.  Boreochlus persimilis ingår i släktet Boreochlus och familjen fjädermyggor. Inga underarter finns listade i Catalogue of Life.